# Catocala musmi
Catocala musmi là một loài bướm đêm thuộc họ Erebidae. Nó được tìm thấy ở Trung Quốc và Hàn Quốc.